# The Legend of Hercules
The Legend of Hercules är en amerikansk 3D-action-fantasyfilm från 2014 i regi av Renny Harlin.

## Handling
Hercules växer upp i antikens Grekland ovetandes om sin verkliga identitet, som son till en gud och en prinsessa, och när han får reda på sanningen så måste han välja mellan att fly med sin käresta Hebe, prinsessan av Kreta, eller stanna och slåss för sitt öde: att störta den tyranniske kungen och bringa fred till ett land i nöd.

## Rollista i urval
| Kellan Lutz     | – Hercules        |
| Gaia Weiss      | – Hebe            |
| Scott Adkins    | – Kung Amphitryon |
| Roxanne McKee   | – Alkmena         |
| Liam Garrigan   | – Iphicles        |
| Rade Šerbedžija | – Chiron          |